# Zakaria Aboukhlal
Zakaria Aboukhlal (en árabe: زَكَرِيَّاء أَبُو خِلَال‎; Róterdam, Países Bajos, 18 de febrero de 2000) es un futbolista marroquí que juega en la demarcación de delantero para el Torino F. C. de la Serie A.

## Selección nacional
Tras jugar con la selección de fútbol sub-16 de Países Bajos, la sub-17, la sub-18, la sub-19 y la sub-20, y nacionalizarse marroquí, hizo su debut con la selección de fútbol de Marruecos el 13 de noviembre de 2020 en un partido de clasificación para la Copa Africana de Naciones de 2021 contra República Centroafricana que finalizó con un resultado de 4-1 a favor del combinado marroquí tras el gol de Achraf Hakimi, un doblete de Hakim Ziyech y otro del propio Aboukhlal para Marruecos, y de Louis Mafouta para el combinado centroafricano. Además disputó la Copa Africana de Naciones 2021. El 27 de noviembre de 2022 marcó en el triunfo contra la selección de Bélgica en la Copa Mundial de Catar en la que era la primera victoria marroquí en una Copa Mundial en 24 años.

### Participaciones en la Copa Africana de Naciones
| Copa Africana de Naciones      | Sede    | Resultado        | Partidos | Goles |
| ------------------------------ | ------- | ---------------- | -------- | ----- |
| Copa Africana de Naciones 2021 | Camerún | Cuartos de final | 4        | 1     |

### Participaciones en Copas del Mundo
| Mundial      | Sede  | Resultado     | Partidos | Goles |
| ------------ | ----- | ------------- | -------- | ----- |
| Mundial 2022 | Catar | Cuarto puesto | 4        | 1     |

### Goles internacionales
| # | Fecha                   | Estadio                                   | Oponente                 | Gol | Resultado | Competición                                             |
| - | ----------------------- | ----------------------------------------- | ------------------------ | --- | --------- | ------------------------------------------------------- |
| 1 | 13 de noviembre de 2020 | Estadio Mohammed V, Casablanca, Marruecos | República Centroafricana | 4-1 | 4-1       | Clasificación para la Copa Africana de Naciones de 2021 |
| 2 | 14 de enero de 2022     | Stade Ahmadou Ahidjo, Yaundé, Camerún     | Comoras                  | 2-0 | 2-0       | Copa Africana de Naciones 2021                          |
| 3 | 27 de noviembre de 2022 | Estadio Al Thumama, Doha, Catar           | Bélgica                  | 0-2 | 0-2       | Copa Mundial de Fútbol de 2022                          |

## Clubes
| Club           | País         | Año       | Partidos | Goles |
| -------------- | ------------ | --------- | -------- | ----- |
| Jong PSV       | Países Bajos | 2018-2019 | 25       | 9     |
| PSV Eindhoven  | Países Bajos | 2019      | 5        | 0     |
| Jong AZ        | Países Bajos | 2019-2022 | 19       | 13    |
| AZ Alkmaar     | Países Bajos | 2019-2022 | 90       | 12    |
| Toulouse F. C. | Francia      | 2022-2025 | 83       | 25    |
| Torino F. C.   | Italia       | 2025-     |          |       |

## Palmarés

### Títulos nacionales
| Título          | Club           | País    | Año  |
| --------------- | -------------- | ------- | ---- |
| Copa de Francia | Toulouse F. C. | Francia | 2023 |